# BlueGriffon
BlueGriffon (englisch für blauer Greif) war ein WYSIWYG-HTML-Editor.

## Geschichte
BlueGriffon war der Nachfolger der aufgegebenen Web-Editoren Nvu und KompoZer, die  ebenfalls von Daniel Glazman geschrieben wurden, und basierte auf Gecko, der HTML-Rendering-Engine, die auch der Browser Firefox nutzt. Auch XULRunner, die Laufzeitumgebung für Gecko, kam zum Einsatz. BlueGriffon läuft unter Windows, macOS und Ubuntu 16.04. Ab Version 2.0 wurde nur noch Windows 7 und höher und OS X ab Version 10.8 (Mountain Lion) unterstützt. Ab Version 3.1 wurden nur noch 64-Bit-Betriebssysteme unterstützt.
Im März 2024 teilte der Autor Daniel Glazman mit, dass er die Weiterentwicklung der Software einstellt.

## Eigenschaften
BlueGriffon erzeugt zu den W3C-Webstandards kompatible Webseiten. Man kann mit HTML4, XHTML 1.1, HTML5 kompatible Seiten erzeugen oder editieren. CSS 2.1 wird unterstützt und CSS 3 ist durch Gecko bereits voll integriert. BlueGriffon enthält SVG-edit, einen Editor für SVG, der auf XUL basiert und ursprünglich als Erweiterung für Firefox geschrieben wurde.
BlueGriffon kann ab Version 1.4.1 auch andere Zeichensätze als UTF-8 einwandfrei handhaben.

## Add-ons
Teilweise fehlen in der kostenlosen Version Zusatzfunktionen wie z. B. ein erweiterter CSS-Editor (eine einfache CSS-Bearbeitung ist integriert), die bei BlueGriffon durch Erweiterungen realisiert werden. Ein Klick im Menü öffnet die Transferseite mit den Zahlungshinweisen für die Erweiterungen. Die Basisversion sowie einige ausgesuchte Erweiterungen sind kostenlos, das Projekt finanziert sich u. a. durch den Verkauf der kostenpflichtigen Erweiterungen.

## Portable Versionen
Unter Windows kann das Programm auch portabel betrieben werden, indem das Hauptprogramm mit dem Kommandozeilenbefehl „-profile data“ gestartet wird. Dadurch werden alle Einstellungen in einem Ordner namens „data“ gespeichert.